# Eggies
Eggies je hra pro mobilní telefony a tablety od studia Alda Games. Je vytvořena v enginu Unity 3D a vyšla zdarma ke stažení na iOS, Android a Windows Phone. Jako ostatní hry českého studia je i hra Eggies vyvedena v ručně kreslené grafice. Svým pojetím se nejvíce inspiruje v klasické digitální hře Tamagoči a jejích moderních nástupcích.

## Hratelnost
Hra se soustředí na péči o vajíčka (odtud název Eggies), ze kterých se po předem určeném čase vyklube fantaskní příšerka. Každé vajíčko stojí mince a za každé vylíhnutí hráč získá hráč odměnu v podobě mincí. Ty lze však získávat i v průběhu péče o vajíčko hraním miniher, které jsou do hry neustále přidávány a zahrnují všeobecně známé i originální kusy, od pexesa, přes varianci na Flappy Bird, až po spojování kontaktů žárovek, které se Alda Games osvědčilo již v předcházejícím titulu Sýrový svět.
Mince se kromě nákupu vajíček používají i pro placení v restauraci za jídlo pro Eggieho, nebo na nákup úprav vzhledu (vzor na vajíčku, barvy, pokrývky hlavy). Hráči mají možnost si mince obstarat nejen hraním, ale i prostřednictvím mikrotransakcí, ovšem hra neobsahuje žádné vybavení, které nelze koupit pomocí mincí získaných hraním.

### Minihry
Minihry jsou hlavním zdrojem zábavy pro vajíčko a zároveň také zdrojem mincí, které slouží k nákupu jídla a oblečení. Představují tedy jediný způsob, jak naplnit všechny potřeby Eggies. Miniher je v první verzi hry sedm, jejich počet má však výrazně růst pro zachování variability a dlouhé doby hratelnosti:
1. Žárovky – hráč spojuje žárovky a jeho úkolem je napojit všechny tak, aby svítily
2. Puzzle – úkolem hráče je sestavit obrázek z dílků
3. Pexeso – klasické pexeso
4. Flappy Egg – hra podobná Flappy Bird, ovšem se zvláštností v tom, že se hry účastní přímo hráčův Eggie včetně toho, co má na sobě (což může vyústit i ve ztížení hry kvůli rostoucím rozměrům vajíčka)
5. Krysy – úkolem hráče je chytat krysy, které se objevují na předem určených místech
6. Chytni vejce – z horního okraje padají vajíčka a hráč je musí všechny chytat do košíku
7. Najdi smutné – mezi mnoha obrázky vajíček je vždy alespoň jedno smutné a hráčovým úkolem je najít ho

## Vývoj
Hra vyšla na všechny platformy na přelomu července a srpna 2014 a studio Alda Games na ní začalo pracovat v únoru téhož roku.